# NGC 3902
NGC 3902 је спирална галаксија у сазвежђу Лав која се налази на NGC листи објеката дубоког неба.
Деклинација објекта је + 26° 7' 18" а ректасцензија 11h 49m 18,7s. Привидна величина (магнитуда) објекта NGC 3902 износи 13,0 а фотографска магнитуда 13,8. NGC 3902 је још познат и под ознакама UGC 6790, MCG 4-28-55, CGCG 127-60, IRAS 11467+2623, PGC 36923.